# Pjotr Wrangel

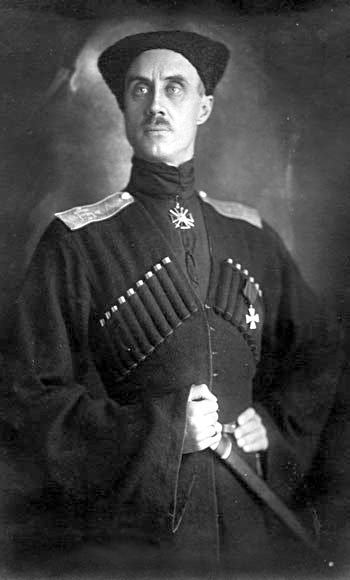
De "boomlange" generaal Pjotr Wrangel, 1920

Pjotr Nikolajevitsj Wrangel (Russisch: Барон Пётр Николаевич Врангель, ook wel: Duits: Freiherr Peter von Wrangel) (Zarasai, Litouwen, 15 augustus 1878 – Ukkel, 25 april 1928) was een Russisch (tsaristisch) officier en commandant van de Witten tijdens de Russische Burgeroorlog.

## Biografie

### Militaire carrière
Baron Wrangel werd geboren in het gouvernement Kovno als lid van de aristocratische Baltisch-Duitse familie Wrangel. Hij volgde een opleiding in de mijnbouwkunde, maar koos voor een carrière als officier in het Russische leger. Hij nam deel aan de Russisch-Japanse Oorlog in 1905 en was commandant van een cavalerie-eenheid tijdens de Eerste Wereldoorlog.

### Burgeroorlog
Na de Oktoberrevolutie trok Wrangel naar de Krim en trad hij toe tot het Witte vrijwilligersleger. In het voorjaar van 1919 kreeg hij daar het commando over de Kaukasische legereenheden, waaronder veel Kozakken. Al snel maakte hij naam als een bekwaam organisator die veel gezag afdwong en marcheerde hij in een van de opmerkelijkste campagnes van de burgeroorlog veertig dagen lang onder de verzengende zon over de zuidoostelijke steppen, waarna hij op 19 juni Tsaritsyn innam, ondanks een Rode overmacht. De Rode verdedigers van de stad renden in paniek weg toen ze de Engelse tanks van Wrangel zagen naderen. Zijn troepen namen 40.000 Roden gevangen en bemachtigden grote hoeveelheden munitie.
Als onderscheiding voor zijn troepen stelde generaal Wrangel een Orde van Sint Nicolaas Thaumaturgus in. 
Ondanks zijn aanvankelijke successen kwam Wrangel regelmatig in conflict met zijn opperbevelhebber Anton Denikin. Toen de laatste op 2 juli 1919 bekendmaakte met drie Witte legers, waaronder dat van Wrangel, naar Moskou te willen oprukken, verzette Wrangel zich fel: hij gaf er de voorkeur aan minder snel en in maar één operatiegebied tegelijk op te trekken. Denikin zette zijn voornemen niettemin door. In het najaar werden de Witte troepen echter teruggeslagen, onder meer omdat ze onvoldoende troepen konden mobiliseren. Ook de Kozakken keerden zich af van de Witten. In januari 1920 beheersten de Witten alleen nog schiereiland de Krim.

### Oppercommando
Begin 1920 was Wrangel opnieuw in onmin geraakt met Denikin, waarna hij werd verbannen naar Constantinopel. Op 4 april riep Denikin hem onder druk van andere Witte officieren echter weer terug en droeg het oppercommando van de nog resterende Witte troepen aan hem over. Onder Wrangel zette de Witten vanuit de Krim een laatste actie tegen de bolsjewieken op, maar eigenlijk was al vanaf het begin duidelijk dat deze gedoemd was te mislukken. Eind april 1920 werden de Witten dan ook definitief verslagen.

### Ballingschap en dood
Wrangel emigreerde via Turkije en Tunesië naar Joegoslavië. Hij stond al snel bekend als de leider van de Witten in ballingschap. In 1924 richtte hij Russische Al-Militaire Unie op, een organisatie die zich tot doel stelde voor de omverwerping van het bolsjewistische bewind te blijven strijden.
Wrangel woonde vanaf november 1926 in het Belgische Ukkel. Hij stierf er in 1928. Zijn familie heeft altijd beweerd dat hij vergiftigd werd door de broer van zijn butler, die een geheim agent uit de Sovjet-Unie zou zijn geweest: kort nadat hij Wrangel had bezocht werd deze plotseling zwaar ziek en overleed hij nog dezelfde dag. De broer van de butler bleek gevlogen. Wrangel werd begraven eerst in Brussel en werd bijna een jaar later herbegraven nabij Belgrado. In het Servische Sremski Karlovci, waar hij zijn hoofdkwartier had, werd een standbeeld voor hem opgericht.

## Onderscheidingen

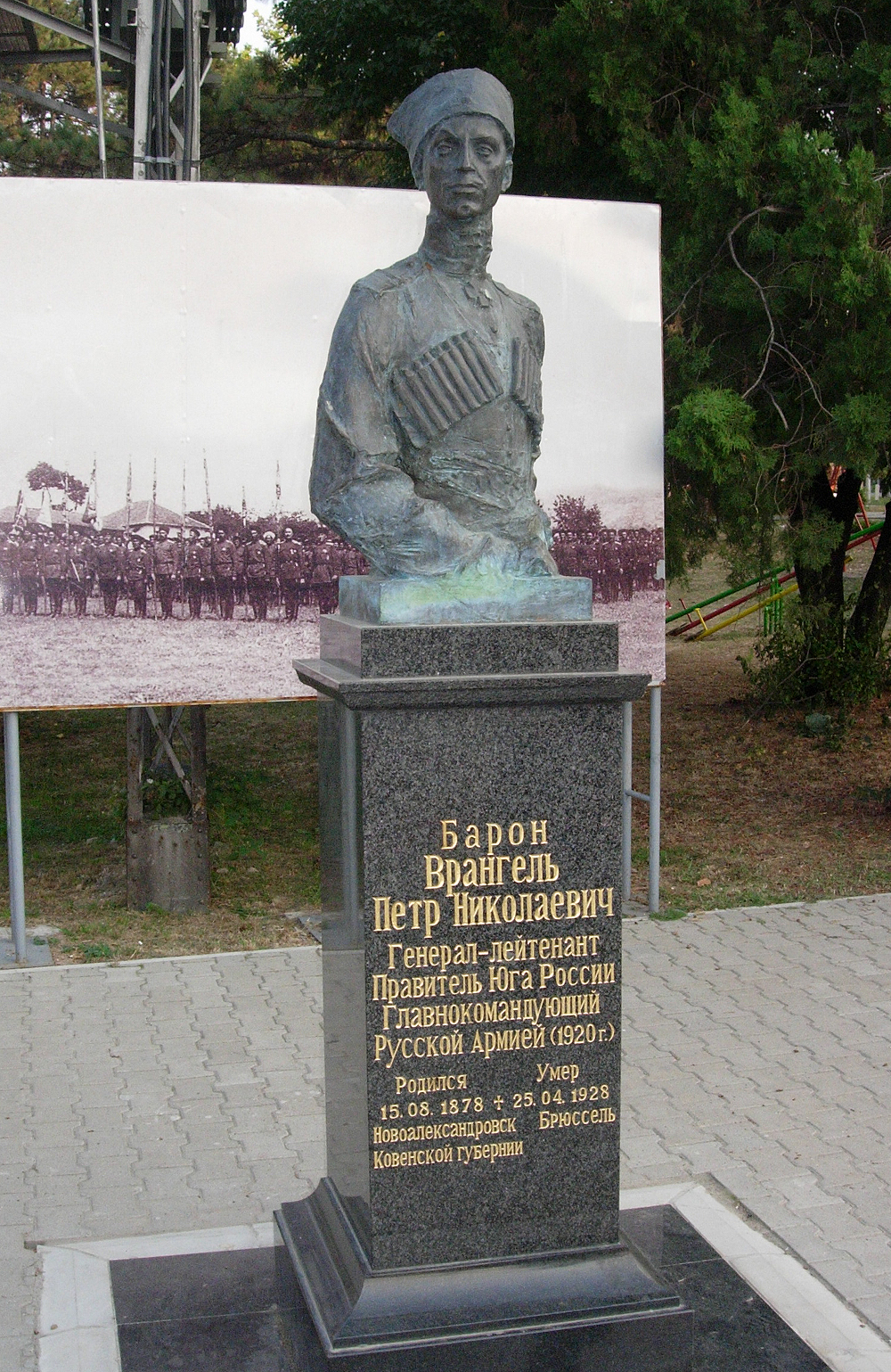
Standbeeld Wrangel in Sremski Karlovci

Pjotr Wrangel droeg een groot aantal Russische onderscheidingen.
- Orde van Sint-Anna Vierde Klasse, 4 juli 1904
- Orde van Sint-Stanislaus Derde Klasse, met Zwaarden en Strik, 6 januari 1906.
- Orde van Sint-Anna Derde Klasse, 9 mei 1906
- Orde van Sint-Stanislaus Tweede Klasse, 6 december 1912
- Orde van Sint-George, Vierde Klasse, 13 oktober 1914
- Orde van Sint-Vladimir, Vierde Klasse met Zwaarden en Strik, 24 oktober 1914
- Gouden Zwaard van de Orde van Sint-George "voor dapperheid", 10 juni 1915
- Orde van Sint-Vladimir, Derde Klasse met Zwaarden, 8 december 1915
- Kruis van Sint-George, Vierde Klasse, 24 juli 1917
- Orde van Sint Nicolaas de Wonderdoener, Tweede Klasse